# 72447 Polińska
72447 Polińska è un asteroide della fascia principale. Scoperto nel 2001, presenta un'orbita caratterizzata da un semiasse maggiore pari a 3,0173466 UA e da un'eccentricità di 0,0628368, inclinata di 0,87643° rispetto all'eclittica.